# Comunità ebraica di Fondi
La presenza di una comunità ebraica di Fondi è attestata a partire dall'epoca romana fino agli inizi del XVII secolo.
La presenza ebraica è documentata da iscrizioni funerarie di epoca romana. Nel 1280 è nuovamente attestata da documenti di archivio e nel XV secolo contava oltre 150 persone "senza contare le famiglie povere". Risiedevano nel quartiere detto "Giudea", che ha conservato ancora fino ad oggi la sua struttura originaria
Per la sua posizione di confine tra Lazio e Campania, la comunità non fu toccata dai decreti pontifici di espulsione della fine del XVI secolo, essendo allora Fondi nel territorio del Regno di Napoli. La fine della presenza ebraica sembra legata all'epidemia di malaria del 1633, che spopolò il paese.
Nel quartiere ebraico, in piazza dell'Olmo Perino, si trova un edificio comunitario, chiamato "Casa degli Spiriti", che fu con ogni probabilità usato come lazzaretto dalla comunità nel corso dell'epidemia.